# W3m
W3m is een open source, tekstgebaseerde webbrowser voor Unix. De webbrowser w3m ondersteunt tabellen, frames, SSL-verbindingen, kleuren en afbeeldingen. De naam "w3m" staat voor "WWW-o miru", Japans voor 'bekijk het WWW'. De webbrowser werd geschreven in C door het w3m-team dat geleid wordt door Akinori Ito. Er bestaat ook een grafische interface voor w3m, namelijk emacs-w3m. De laatste versie is 0.5.3, uitgebracht op 15 januari 2011.